# غزو تشولا لسريفيجايا
في عام 1025، شن راجندرا تشولا الأول أو راجا رانجاناثان، ملك سلالة تشولا الحاكمة من تاميل نادو في جنوب الهند غارات بحرية على ولاية سريفيجايا في جنوب شرق آسيا البحري، واحتل كادارام (واسمها حاليًا قدح) لبعض الوقت. كانت حملة راجندرا الخارجية ضد سريفيجايا حدثًا مميزًا في تاريخ الهند، وعلاقاتها السلمية مع دول جنوب شرق آسيا. غزا راجندرا تشولا الأول الكثير من المناطق الموجودة اليوم في ماليزيا وإندونيسيا. زاد غزو سلالة التشولا من توسع التاميليين في مانيغراميم وأيافولي وآينوروفار إلى جنوب شرق آسيا، كما أدى الغزو إلى سقوط سلالة سيلندرا الحاكمة في سريفيجايا، وتزامن مع الرحلة التي قام بها العالم البوذي العظيم أتيسا من سومطرة إلى الهند والتبت عام 1025. ذُكِرت حملة راجندرا تشولا الأول بشكل محرف في كتاب تاريخ الملايو في القرون الوسطى «تاريخ ملايو» (الإندونيسية: Sejarah Melaya)، كما أن لأمراء الملايو أسماء تنتهي بتشولا أو تشولان، مثل راجا تشولان من فيرق.

## خلفية
خلال معظم فترة تاريخهما المشترك، تمتعت الهند وإندونيسيا القديمة بعلاقات ودية وسلمية، لذلك فإن هذا الغزو الهندي يعد حدثًا فريدًا في التاريخ الآسيوي. في القرنين التاسع والعاشر، حافظت سريفيجايا على علاقات وثيقة مع إمبراطورية بالا في البنغال، وسجل نقش نالاندا 860 أن الماهاراجا بالابوترا من سريفيجايا اتخذ دير صومعة في نالاندا ماهافيهارا في منطقة بالا. كانت العلاقة بين سريفيجايا وسلالة التشولا في جنوب الهند علاقة ودية وسلمية أثناء حكم راجا راجا تشولا الأول. في عام 1006 بنى ماهاراجا من سريفيجايا، الذي ينتمي إلى سلالة سيلندرا -الملك مارافيجاياتانجافارمان- فيهارا تشوداماني في مدينة ناغاباتينام الساحلية، لكن العلاقات تدهورت أثناء حكم راجندرا تشولا الأول، حيث هاجمت سلالة تشولا مدن سريفيجايا.
عرف عن سلالة تشولا أنها كانت تستفيد من القرصنة والتجارة الخارجية. في بعض الأحيان، قام بحارة سلالة التشولا بأعمال نهب وغزو في جنوب شرق آسيا، في حين كانت إمبراطورية سريفيجايا التي سيطرت على نقطتين رئيسيتين من الممرات الضيقة، هما: مضيق ملقا وسوندا في ذلك الوقت إمبراطورية تجارية كبرى تمتلك قوات بحرية هائلة، تحكمت في ممر مضيق ملقا الشمالي الغربي من قدح على جانب شبه الجزيرة ومن باناي على جانب سومطرة، في حين سيطرت ملايو (جامبي) وفلمبان على ممره الجنوبي الشرقي وكذلك على مضيق سوندا. احتكروا التجارة البحرية، الأمر الذي أرغم أي سفينة تجارية مرت عبر مياههم على الرسو على موائنهم أو التعرض للنهب.

## الغزو
جرت غارة تشولا بشكل سريع على سريفيجايا التي كانت غير مستعدة. للإبحار من الهند إلى الأرخبيل الإندونيسي، كانت السفن من الهند تبحر شرقًا عبر خليج البنغال وتعرج على موانئ لاموري في آتشيه أو قدح في شبه جزيرة الملايو قبل دخول مضيق ملقا. لكن القوات البحرية التابعة للتشولا أبحرت مباشرة إلى ساحل سومطرة الغربي. كان ميناء باروس في الساحل الغربي لشمال سومطرة في ذلك الوقت ضمن نقابات تاميل، واستعمل كميناء للتزود بالمؤن بعد عبور المحيط الهندي. واصلت قوات تشولا البحرية مسارها على طول الساحل الغربي لسومطرة جنوبًا وأبحرت في مضيق سوندا. حرست بحرية سريفيجايا قدح والمناطق المحيطة بها عند المدخل الشمالي الغربي لمضيق ملقا، دون علمها بقدوم غزو قوات تشولا من مضيق سوندا في الجنوب. كانت مدينة فلمبان، عاصمة إمبراطورية سريفيجايا، أول مدينة تتعرض للنهب، وقد أدى الهجوم غير المتوقع إلى استيلاء سلالة تشولا على المدينة ونهب قصر وأديرة كاداتوان الملكية. تذكر سجلات ثانجافور أن راجندرا أسر الملك سانغراما مارافيجاياتانجافارمان من سريفيجايا واستولى على كمية كبيرة من الكنوز والغنائم.